# Kamionkowskie Błonia Elekcyjne
Kamionkowskie Błonia Elekcyjne – rekreacyjny teren zielony położony przy Kanale Wystawowym na obszarze warszawskiego Kamionka w dzielnicy Praga-Południe.

## Opis
Obszar wpisany jest do rejestru zabytków jako skwer Stanisława Augusta (nr rej.: 1545/A z 21.06.1993). Obecna nazwa terenu nadana została 8 listopada 2012 r. na wniosek Rady Osiedla Kamionek, które zgłaszało w tej sprawie inicjatywy uchwałodawcze w [2011 i 2012 roku i związana jest z wolnymi elekcjami, z których dwie odbyły się na terenie wsi Kamion. Innymi nazwami stosowanymi wcześniej były Bulwar Stanisława Augusta oraz Ośrodek Wypoczynkowo-Sportowy Waszyngtona.
Na Kamionkowskich Błoniach Elekcyjnych kilka razy odbywała się rekonstrukcja bitwy o Olszynkę Grochowską. Ostatni raz miała miejsce w 2018.

## Sprzedaż fragmentu terenu
W 2016 fragment wpisanego do rejestru zabytków obszaru Błoń (nie będący jednocześnie obszarem, któremu nadano nazwę Kamionkowskie Błonia Elekcyjne) wzdłuż ul. Stanisława Augusta został sprzedany prywatnemu właścicielowi z przeznaczeniem pod zabudowę. Pomysł zabudowy spotkał się ze sprzeciwem Biura Stołecznego Konserwatora Zabytków. W 2020 – po procesie, który przed Naczelnym Sądem Administracyjnym Urząd m.st. Warszawy przegrał ze stowarzyszeniem Miasto Jest Nasze – ujawniono ekspertyzę, według której sama sprzedaż gruntu nastąpiła bez uzyskania wymaganej przepisami zgody konserwatora. W rezultacie prezydent Warszawy zdecydował o skierowaniu sprawy do prokuratury w celu wyjaśnienia wątpliwości związanych z transakcją. Prokuratura po przeanalizowaniu dokumentacji odmówiła wszczęcia postępowania z uwagi na „...brak  podstaw do podjęcia przez prokuratora działań cywilnoprawnych...”.